# Cantonul Selongey
Cantonul Selongey este un canton din arondismentul Dijon, departamentul Côte-d'Or, regiunea Burgundia, Franța.

## Comune
| Comune              | Populație (1999) | Cod poștal | Cod INSEE |
| ------------------- | ---------------- | ---------- | --------- |
| Boussenois          | 127              | 21260      | 21096     |
| Chazeuil            | 223              | 21260      | 21163     |
| Foncegrive          | 156              | 21260      | 21275     |
| Orville             | 202              | 21260      | 21472     |
| Sacquenay           | 263              | 21260      | 21536     |
| Selongey            | 2 267            | 21260      | 21599     |
| Vernois-lès-Vesvres | 185              | 21260      | 21665     |
| Véronnes            | 362              | 21260      | 21667     |